# Sarcophaga chambaensis
Sarcophaga chambaensis är en tvåvingeart som beskrevs av Nandi 1989. Sarcophaga chambaensis ingår i släktet Sarcophaga och familjen köttflugor. Inga underarter finns listade i Catalogue of Life.